# Cymopterus panamintensis
Cymopterus panamintensis är en flockblommig växtart som beskrevs av John Merle Coulter, Joseph Nelson Rose och Frederick Vernon Coville. Cymopterus panamintensis ingår i släktet Cymopterus och familjen flockblommiga växter. Inga underarter finns listade i Catalogue of Life.